# Poluostrvo Hikakos
Poluostrvo Hikakos (špan. Peninsula de Hicacos)) je posebna geografska celina na obali Kube, u provinciji Matanzas, duga 18 kilometara  između zaliva Kardenas i tesnaca na Floridi.  Poluostrvo Hicacos, u svetu je poznatije kao turističko područje Varadero, jer je danas jedna od najvećih turističkih destinacija na Kubi sa preko 60 hotela i drugih za turiste atraktivnih sadržaja. Uz malo toga sačuvanog iz prošlosti, poluostrvo je u velikoj meri izgrađeno turističkom infrastrukturom.

## Naziv
Ime poluostrva potiče od jedne vrste kaktusa.

## Položaj
Poluostrvo Hikakos se nalazi opštini Kardensa, na najsevernijoj tački Kube u pokrajini Manatnzas, na obali Atlanskog okean u prirodnom rezervatu Varahikakos.
Na severu i zapadu omeđeen je Floridskim tesnacom, na jugu Santa Martom, na jugoistoku Kardanskim zalivom, a na istoku sa Sabana-Camagüey. 
Kao najsjevernija tačka kopna na Kubi, poluostrvo Hikakos je najbliža američkoj teritoriji. Dok je Punta Las Morlas istočna granica poluostrva. 
Celom njegovom dužinom pruža se autoput sve do severne tačke Via Blanca i omogućava pristup brojnim odmaralištima i marini koja se nalazi na severnoj strani  poluostrva. 
Udaljeno je 24 km od aerodroma Varadero, 140 km od aerodroma Havana i 32 km od grada Matanzas.
Navigacijskim kanalom Kavama, između Kardenaskog zaliva i severne obale Kube prema otvorenom moru poluodztvo je odvojeno od kopna, kako bi se omogućio brži tranzit brodova iz luke Kardenas do severne obale. Time je poluostvo danas odvojeno od kopna, a most je postao jedini suvozemni pristupni put poluostrvu. 
Geografski položaj
- Severna geografska širina: 81° 12′
- Istočna geografska dužina 23° 12′
- Nadmorska visina:  m

## Geografija
Najvažnija geografska karakteristika poluostrva je radikalna razlika između geomorfoloških struktura severne i južne obale. Sever je abrazivno-kumulativan i sastoji se od sistema peščanih plaža koje su ponekad razdvojene abrazivnim liticama, sastavljenim od stene formiranih od peska s ukrštenim slojem. Kako o poluoostrvo neprestano udaraju morski talasi na njemu su formirane litice sa pećinama morskog porekla.
Ova teritorija Kube koja se nalazi između Kardenaskog zaliva i Nikolskog kanala u Atlantskom okeanu, sa krajnjaom tačkom (Punta Hicacos) predstavlja najseverniju tačku ostrva Kuba. Ovo teritorijalno proširenje Kube je površine 16,3 km² i  u dužine se pruža u severoistočnom smeru 22 km. Širina mu varira i kreće se od 0,5 km do 2,5 km.

### Pejzaž
Na poluostrvu Hikakos prevladava ravničarski pejzaž s vegetacijom i faunom od posebnog značaja, koja je koncentrisana samo u određenim područjima prirodnih rezervata. S gledišta njegove pejzažne vrednosti postoje neka područja poluostrva koja se ističu u odnosu na celinu i u njima se mogu uočiti sedeće vrste pejzaža:
- Peščane plaža — koje pretstavljau kupališni prostor koji se jednim delom sastoji od osunčanog peska, a drugim delom od obalne vegetacije.
- Stene — visoke između 4 i 10 m koje se strmo uzdižu nad morem. To je jedno od najzanimljivijih pejzažnih područja.
- Obalne lagune — u severoistočnom uglu poluostrva.
- Ravno peščano područje — vrlo malo raznoliko i uglavnom urbanizovano, koji čini većinu poluostrva.
- Močvare — koje su pretežno plitke močvarna područja povezana sa južnom obalom.
- Fosilne dine —  blago valovite ravnice koje se sastoje od fosilnih dina.

### Hidrografija
Hidrografska mrež na poluostrvu praktično ne postoji. Nema ni reka ni potoka. Voda se infiltrira direktno kroz sloj peska i oleonita. Na površinama kalcificiranih krečnih terasa voda prodire u podzemlje kroz mala udubljenja u zemlji. Na severnom obodu poluostrva između terasa i obalnih dina i grebena oluje su formiran niz laguna (Las Carabelas) koji predstavljaju plitke udubljenja formirana udarima talasa. Veće lagune formiraju praktično dva sistema u graničnim delovima poluostrva: sistem Paso Malo i sistem Mangon i Mangoncito. Postoje dve manje lagune: Josone Retreat Park i rezervoar za vodu Dupont, koje iako su manje veličine dublje su od prethodnih.
Ceo južni sektor poluostrva prekriven je močvarnim površinama. Leti se močvare pune vodom do dubine od 10 do 20 cm osim rubnih delova. Tokom zimske sezone nivo vodonosnog sloja koji os slane vode spušta se do dubine od oko 20 - 50 cm, pa površina ostaje suva. Iznad ovog nivoa postoji i slatkovodni plašt koji nastaje od infiltracije rečnih voda zbog različite gustine i male turbulencije.
Najšira i najviša područja koja imaju veći plašt pitke vode, su uglavnom prema centru poluostrva. Ovaj se plašt pomera se zajedno sa nivoom slanog vodonosnog sloja za vreme oseke i često je veoma blizu površini ako uzmemo u obzir njegovu malu dubinu u mnogim predelima poluostrva

### Klima
Klima na poluostrvu kao i na celoj Kubi je tropska. Tokom cele godine je toplo, a postoje dve klimatske sezone, suva od novembra do aprila i kišna od maja do oktobra. Od juna do novembra moguća je pojava uragana. Nema velikih varijacija između dnevnih i noćnih temperatura a prosečna temperatura kreće se od 25 °C do 30 °C. Letnja prosečna temperatura je oko 27 °C, a zimska oko 20 °C.
Klima je tropska, sa čestim promenama vremena zbog mnogih faktora — poput izloženosti uraganima, vetrovima,  tropskim olujama i efektu hlađenja tropskih vetrova. Tokom cele godine je toplo, a postoje dve klimatske sezone, suva od novembra do aprila i kišna od maja do oktobra. 
Vlažnost vazduha u proseku iznosi 81%. Prosečna godišnja količina padavina je oko 1.400 milimetara. 
Nema velikih varijacija između dnevnih i noćnih temperatura. Godišnja srednja vrednost temperature vazduha je 25˚C. Letnja srednja temperatura vazduha je 27 °C, a zimska 21 °C.
Obalu hotelske plaže povremeno zapljuskuju ogromni morski telesi koji hlade topao vazduh koji dopire iz Severne Amerike. Sezona uragana počinje 1. juna i obično se završava 15. novembra. Oktobar i septembar su ciljni meseci kada se najčešće javljaju uragani. Jedan od najpoznatijih je uragan Irma, koji nastaje na Atlantiku,  i koji snagom vetra koji dostiže i do 125 mph, nanosi veliku štetu kubanskom turizmu i privredi.

## Istorija
Sebastián de Ocampo, prvi je Evropljanin koji je posetio poluostrvo Hikakos 1508. godine, i ubrzo podtsp poznat prvo po svojim solanama, a potom i po kamenolomima, pre nego što je postao jedan od zsčtniks Kubanskog turizms.
Kako su se duž čitavog poluostrva još od njegovog nastanka protezali kilometri belih peščanih plaža i tirkiznog mora ovaj deo Kube unazad 150 godina, postao je za turiste i investitore hotela sve više atraktivan, kada su prvi turisti počeli masovnije da posećuju poluostrvo. Međutim vađenje soli i dalje je bila osnovna ekonomska stavka, da bi se 1883. godine bio začet razvoj turističke industrije. Te godine je Mamerto Villar sagradio ugostiteljski objekat i gostionicu;- Kako je posao za grad Kardenas bio toliko oskudnim na kraju je vlasnik ovog objekta bio oslobađao plaćanja poreza. Iste godine Antonio Torres Armengol postavio je kiosk Torres za prodaju bezalkoholnih pića i pržene ribe. Osnivanje prvih ugostiteljskih objekata je prosperiralo i smatra se začetnikom velikih hotela koji su se tokom Republike otvorili na poluostrvu. Tih godina izgrađeno je prvo pozorište na teritoriji, a tri godine kasnije osnivanje sve većeg broja plesnih i vokalnih grupa garantovalo je turistima zabavu i veselje u dugim vrućim letnim noćima.
Gradnja prvih luksuznih hotela započela je početkom 20. veka. To je povećalo broj poznatih i bogatih gostiju koji  su započeli da grade svoje vile ili su samo dolazili na odmor. Do kraja tridesetih, mesto je u kombinaciji sa geografskim položajem, dobilo izgled pravog raja za turiste. 
Početkom 1950-ih na području polusostrva bilo je 17 hotela. Tome se dodaju, između 1956. i 1958., i druge hotelski objekti „Oaze”. Bilo je 18 pansiona, 30 priznatih noćnih klubova i 17 gastronomskih jedinica, koji nisu uključivali barove ili kafiće.
Nakon Kubanske revolucije, svi građevinski kapaciteti su prešli u državno vlasništvo, većina je pretvorena u svojevrsne muzeje a Varadero je postao kulturni i sportski centar sa specifičnim turističkim objektima namenjenim novom „integrisanom turizmu“. 
Tokom 1990-tih počela je kampanja izgradnje hotelskih kompleksa visoke klase i potpuno otvaranje poluostrva za strane turiste,. To je svrstalo poluostrvo među top „all inclusive“ destinacije, sa oko 60 izgrađenih hotelskih kompleksa visoke klase, sa više od 18.000 smeštajnih kapaciteta. Tako su na ulazu u polostrvo nastala vrata „za ulazak u raj i avanturu”.

## Turizam
Plaže sa belim peskom i najčistijom vodom na Kubi (koje se pružaju duž cele severne obale poluostrva u dužini od 20 km), odlični uslovi za ronjenje, jahting, ribolov i ostale atraktivne vodene sportove, i istorijske i prirodne atrakcije, učinile su da poluotostrva Hicacos danas uživa ugled jednog od najboljih područja na Kubi. 
Prosečna širina sunčanog dela peska je 28 m, prosečna visina obalne dine je nešto veća od jednog metra (ovi podaci pokrivaju samo područje između hotela Oasis i Punta Hicacos). Plaža je kamenite, kako u kupalištu, tako i na obali, u nekim malim delovima poluostrva. Područje za kupanje su  sa izuteno čistom vodom i bez podvodne vegetacije, tako da voda ima veliku prozirnost, i plave je boje u raznim nijansiama. Pesak je sitnozrnat 0,17 mm (prosek) i krem boje. Podvodna padina plaže je glatka, dubine 1,8 m na prosečnoj udaljenosti 70 metara od obale.
Sve napred navedeno uticaleo je na turistički razvoj Hikakosa a pre svega Varadera kao najvećeg turističkog mesta blizu kopna, od koga se sve do krajnjih granica poluostrva pruža oko 60 odmarališta (luksuznih hotela) sa pratećim turističkim sadržajima. 
Park Jonson
Park Josone koji se nalazi između dve oblasti poluostrca i mala marina i delfinarijum nalaze se na jugoistočnoj obali. 
Park prirode Hikakos Point
Park prirode Hikakos Point, osnovan 1974. godine na severoistočnom vrhu poluostrva, prostire se na površaini od 3,12 km². On predstavlja ekološki rezervat  sa 250 m dugom pećinuom Ambrosio, jezerom Mangon (koje je stanište za 31 vrstu ptica i 24 vrste gmizavaca) i ostacima solane La Calavera (Lobanja), jedne od prvih solana izgrađenih od strane Španaca u Novom svetu. 
Tu je i nekoliko pećina u kojima se nalaze kamene slike i fosili aboridžina.

### Turistička sezona
Visoka turistička sezona na poluostrvu Hikakos kao i na Kubi je period od decembra do aprila, mada su najtopliji dani (ali sa većim brojem kišnih dana) u periodu evropskog leta.

## Spoljašnje veze
Mediji vezani za članak Poluostrvo Hikakos na Vikimedijinoj ostavi

- Península (Cárdenas) (језик: шпански)